# Sciurus aberti kaibabensis
La ardilla de Kaibab (Sciurus aberti kaibabensis) es una ardilla de orejas borleadas que vive en la meseta de Kaibab en el suroeste de los Estados Unidos, en un área de 32 por 64 km. El hábitat de la ardilla está limitado enteramente por bosques de pino ponderosa del área del North Rim, del Parque Nacional del Gran Cañón, y por la sección norte de Bosque Nacional de Kaibab, alrededor de la ciudad de Jacob Lake, Arizona.
Esta ardilla no se encuentra en ningún otro lugar del mundo. En 1965, se declararon como hito natural nacional 200 000 acres (809,4 km²) del hábitat de la ardilla de Kaibab dentro del Parque Nacional del Gran Cañón y del Bosque Nacional de Kaibab.

## Descripción

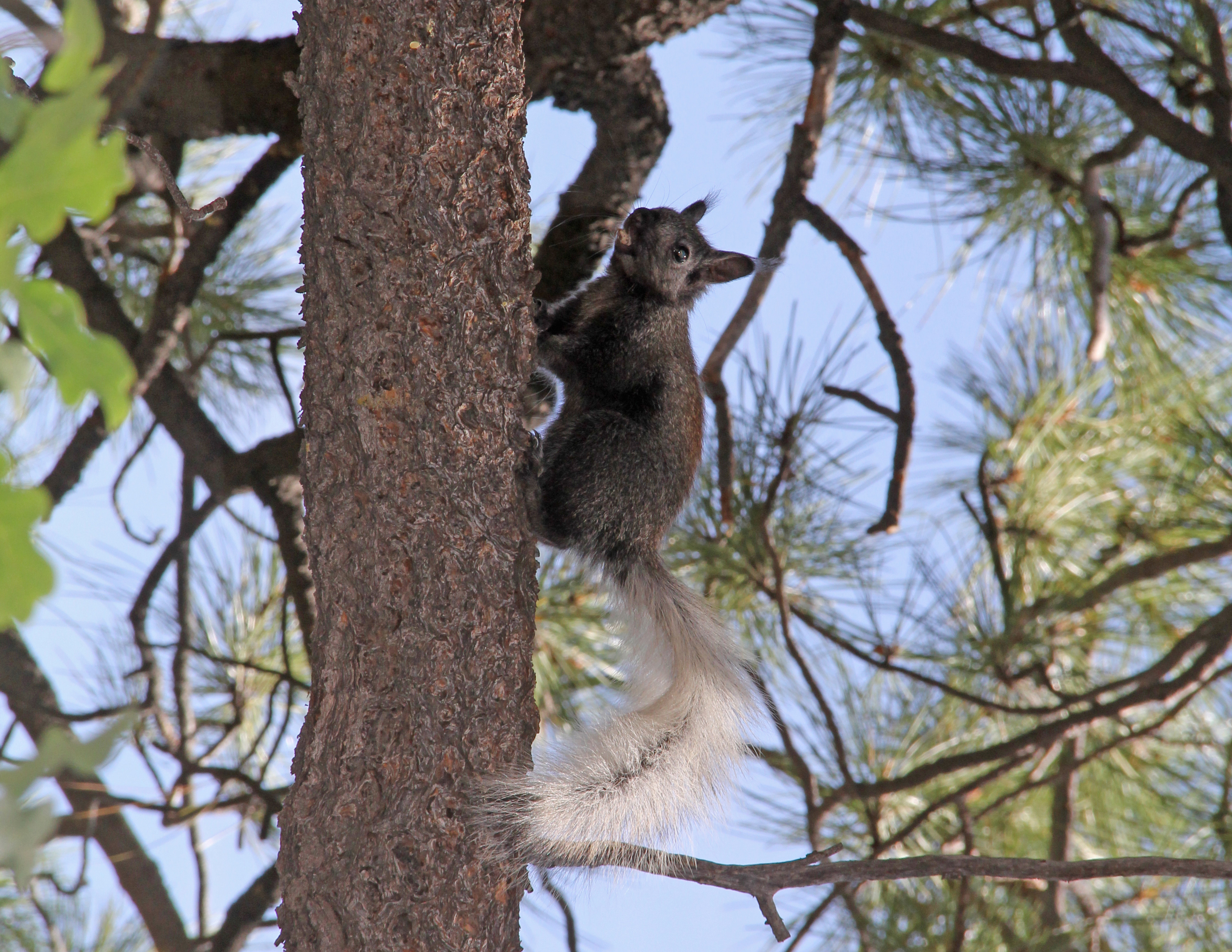
Una ardilla de Kaibab en el Parque Nacional del Gran Cañón, North Rim.

Las ardillas de Kaibab normalmente tienen un vientre negro (que a veces es gris), cola blanca, orejas con copete y cabeza marrón castaño. El pelo de las orejas crece con la edad y puede extenderse entre 2,5 y 5 cm por encima de ellas en invierno, y puede no ser visible en verano.

## Ecología

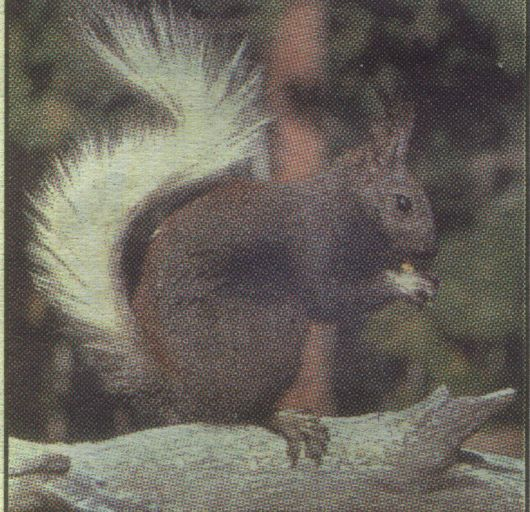
Una ardilla de Kaibab.

La ardilla de Kaibab vive en bosques de pino ponderosa, donde  construye su nido de ramitas y agujas de pino. Las ardillas de Kaibab, los pinos ponderosa, y los hongos que crecen en la proximidad de los pinos conviven en una relación simbiótica. La ardilla come bellotas, fruta, y hongos (especialmente una trufa subterránea), así como las semillas, corteza, y ramitas de los árboles donde hace su casa. La principal fuente de alimento de esta ardilla son las semillas que encuentra dentro de las piñas de los pinos ponderosa. Las ardillas nacen entre abril y agosto.
Antiguamente a la ardilla de Kaibab se le dio el estatus de especie  (Sciurus kaibabensis) pero hoy es considerada una subespecie de la ardilla de Abert, (Sciurus aberti).
La ardilla de Kaibab es un ejemplo de la evolución que ocurre a través del aislamiento geográfico, pero no debido al cañón. Comparada con la ardilla de Kaibab, la ardilla de Abert, con sus diversas subespecies, tiene una distribución más amplia y se encuentra en el South Rim del Gran Cañón. La diferencia entre las ardillas de Abert del North Rim y del South Rim Abert ha llevado a la generalmente aceptada pero incorrecta suposición de que el cañón mismo ha actuado como una barrera que impide el flujo genético entre las dos poblaciones. Sin embargo, las ardillas de Kaibab actuales descienden de poblaciones de ardillas de Abert que se dispersaron por el área del Gran Cañón durante la última Edad de Hielo.
Cuando el clima se calentó, las plantaciones de pino ponderosa y las ardillas de Abert que vivían allí fueron limitadas a zonas de mayor altitud como la Meseta de Kaibab. Estas poblaciones aisladas finalmente se convirtieron en las modernas ardillas de Kaibab y, cuando el clima se enfrió otra vez y los pinos ponderosa volvieron a crecer en elevaciones más bajas, otra subespecia de ardilla Abert regresó al área del Gran Cañón, rellenando sus nichos anteriores en el South Rim.